# Baarer Räbentorte
Baarer Räbentorte (v dialektu též Baarer Räbe) je kruhový třívrstvý dort, jehož základem je mandlová sněhová pusinka, máslový krém a mandlový piškot. Dort vznikl ve městě Baar ve švýcarském kantonu Zug ve 30. letech 20. století, kde jej vytvořil cukrář Isidor Stierli (1905–1993). V současné době je vyráběn pekařstvím Nussbaumer z nedalekého města Cham.

## Výroba
Dort se skládá ze tří vrstev. První vrstvou je mandlová sněhová pusinka, která se vyrobí z vyšlehaných bílků, do kterých se přidá cukr. Množství cukru je asi trojnásobné v poměru k hmotnosti bílků. Do vyšlehané směsi se následně opatrně zabalí přiměřené množství jemné mandlové mouky. Hotová nadýchaná směs se naplní do cukrářského pytlíku a nanese na pečicí plech v požadovaném tvaru a velikosti. Průměr kruhové pusinky se obvykle pohybuje v rozmezí 15–50 cm. Dnes jsou prodávány především menší dorty. Sněhová pusinka se peče v mírně pootevřené troubě při 160 °C podle její velikosti asi 20–40 minut. Zda je pusinka správně upečena zkouší cukrář dotykem. Po upečení se nechá pusinka řádně vychladnout.
Druhou vrstvou je máslový krém. Složení máslového krému je ale výrobním tajemstvím. Podle složení přísad uvedených na stránkách výrobce lze pouze odhadovat, že se jedná o máslo-citronový krém, který je složen z másla, vajec, cukru, citronové šťávy, citronové kůry, vanilky či margarínu. V takovém případě se směs vyšlehaných vajec spolu s ostatními ingrediencemi za stálého míchání zahřívá ve vodní lázni až do zhoustnutí krému, přičemž se ale krém nesmí vařit.
Poslední vrstvou dortu je mandlový piškot. Jeho základem je směs tvořená z 50 % mandlemi a z 50 % cukrem, dále je přidána mouka a vejce. Hotové těsto se opět pomocí cukrářského pytlíku nanese na plech pokrytý pečicím papírem. Po upečení se sušenka nechá řádně vychladnout.
Teprve druhý den, kdy je vše řádně vychladlé, se na sněhovou mandlovou pusinku pomocí cukrářského pytlíku nanese máslový krém. Spirála nesmí být úzká, aby nebylo krému příliš. Na krém se položí mandlový piškot a dort se po obvodu posype plátky pražených mandlí a z vrchu moučkovým cukrem. Na závěr se na dort položí dekorace v podobě zeleného listu vodnice vyrobeného z mandlové hmoty.
Při výrobě bývá použito i malé množství hořkých mandlí.
Baarer Räbentorte je vyráběn v objemech přibližně 26 000 kusů jednohubek, asi 15 600 jednotlivých porcí a asi 2300 celých dortů různých velikostí. V roce 2008 stálo 100 gramů Baarer Räbentorte 4,20 CHF.

## Konzumace
Dort je konzumován v průběhu celého roku jako dezert nebo k čaji či kávě. Je obzvláště populární na venkovských slavnostech Räbenfasnacht (masopust) a Chilbi (posvícení). Dort je možné si také vychutnat pod leckterým vánočním stromem.
Je-li dort konzumován více dní, je doporučováno pokrýt řez potravinářskou fólií, aby neosychal. Dort je možné uchovávat v lednici při 5 °C až 3 týdny. Je možné ho i zmrazit.
Mezi známé osobnosti, které si na dortu pochutnali, patří švýcarská sjezdařka Verena Schneiderová, závodník Formule 1 Kimi Räikkönen, který žil ve městě Baar nebo švýcarský fotbalista Jakob Kuhn. Největší milovnicí tohoto dortu je však italská herečka Sophia Lorenová.[zdroj⁠?!]

## Název dortu
Baarer Räbentorte neboli baarský vodnicový dort neobsahuje asi gram vodnice (brukve řepáku). Ta ale byla důležitým poválečným produktem regionu, ze kterého se vyráběla kaše, získávala šťáva, destilovala pálenka, atd. Baarer Räbe (volně přeloženo baarské vodnice, baarští řepáci) nebo Räbe-Manne (volně přeloženo vodnice, řepáci) byla proto běžnou přezdívkou mužů z města Baar.